# 안니카 소렌스탐
안니카 쇠렌스탐(스웨덴어: Annika Sörenstam [ˈan.niː.ka ˌsøː.rɛn.ˈstam][*] 듣기 (도움말·정보), 1970년 10월 9일 ~ )은 스웨덴의 여자 골프 선수로, 역사상 가장 성공적인 기록들을 남긴 골퍼 가운데 하나로 꼽힌다.
스톡홀름 출생으로, 12세부터 골프를 시작했다. 미국 애리조나 대학에 유학 중이던 1992년에 세계 아마추어 선수권에서 우승했다. 대학을 졸업한 뒤인 1993년에 프로 선수로 전향했다. 1994년 미국 여자 프로 골프(LPGA) 신인상을 받았으며, 다음 해인 1995년에는 3승을 거둬 상금왕에 올랐다.
2003년 5월에는 여성 선수로는 58년 만에 미국 프로 골프(PGA) 투어에 초대받았다. 미국 텍사스주 포트워스에서 열린 뱅크 오브 아메리칸 콜러니얼 (총상금 500만 달러)에 출전한 그녀는 2라운드 합계 5오버파 145타 96위에 머물러 컷 오프되었다.
그러나 그녀는 같은 해에는 세계 골프 명예의 전당에 이름을 올렸다.

## 같이 보기
- 그랜드 슬램 (골프)